# Ludwik von Eberstein
Ludwik von Eberstein (ur. ?, zm. 1502) – duchowny rzymskokatolicki, biskup-elekt kamieński.

## Biografia
Pochodził z rodziny hrabiowskiej.
W 1469 kapituła kamieńska wybrała go biskupem kamieńskim. W 1471 otrzymał zatwierdzenie od księżnej wołogoskiej, słupskiej i szczecińskiej Zofii, jednak nigdy nie otrzymał prekonizacji od papieża. Sprawował jednak rzeczywistą władzę biskupią jako administrator. W 1471 papież Sykstus IV przeniósł na biskupstwo kamieńskie skonfliktowanego z królem Polski Kazimierzem IV Jagiellończykiem biskupa warmińskiego Mikołaja Tungena, bp Tungen jednak nie był zainteresowany zmianą diecezji, co byłoby faktycznie jego degradacją. Sytuacja ta pozwoliła zachować władzę von Ebersteinowi.
Ludwik von Eberstein był sojusznikiem Brandenburgii. W chwili wyboru nie posiadał święceń kapłańskich, które przyjął prawdopodobnie w 1473.
W 1479 Sykstus IV mianował kolejnym biskupem kamieńskim Marino da Fregeno, który przybył do diecezji kamieńskiej początkiem 1480. Wówczas von Eberstein ustąpił ze stanowiska. 5 września 1480 zawarł on umowę z biskupem i księciem, na podstawie której otrzymał odszkodowanie w wysokości 800 guldenów oraz dostał w dożywocie zamek w Golczewie.
Jeszcze w 1480 porzucił stan duchowny i zawarł związek małżeński z córką brandenburskiego możnego Walpurgą von Hohnstein.